# The Life Coach
The Life Coach (también conocida como Life Coach: The Movie) es una película del género comedia de 2005, dirigida por Josh Stolberg, escrita por Jennifer Jostyn y Leila Leigh, los protagonistas son Ian Bagg, Greg Baker y Bernadette Birkett, entre otros. El filme fue realizado por Broad Appeal Productions, se estrenó el 29 de noviembre de 2005.

## Sinopsis
Un documental para nada real, acerca del progreso y el desmoronamiento del preparador de la vida de Hollywood para las reconocidas personalidades.